# Eugenia Picco
Ana Eugenia Picco (Crescenzago, Milán, 8 de noviembre de 1867 - Parma, 7 de septiembre de 1921) fue una religiosa católica italiana, superiora general de las Pequeñas Hijas de los Sagrados Corazones de Jesús y María (Piccole Figlie dei Sacri Cuori di Gesù e Maria), venerada como beata por la Iglesia católica.

## Llamado de Dios
Sus padres fueron Giuseppe Picco, quién dedicó su vida a la música y Adelaida del Corno. Fue criada por sus abuelos la mayor parte de su infancia y después de la desaparición repentina de su padre Eugenia Picco, queda a cargo de su madre Adelaida viéndose enfrentada a un ambiente fuera de la religiosidad y moralmente corrupto.
Después de una infancia y adolescencia difíciles de enfrentar, en 1886 a los 20 años de edad recibe el llamado y decide dedicarle su vida a Dios, pero tan solo el 31 de agosto de 1887 fue aceptada en la congregación de las pequeñas hijas de los sagrados corazones de Jesús y María donde se practicaba un programa de vida, “suffer”, estar en silencio, el amor.

## Vida religiosa
El 26 de agosto de 1888 comienza su noviciado en Parma, Italia, y en 1894 hizo su profesión solemne. Finalizando su profesión Eugenia obtiene roles con una importancia relevante dentro de la congregación,el primero de ellos como archivera, luego fue como maestra de novicias impartiendo clases de música, canto y francés. En 1910 fue nombrada Secretaria General y finalmente el 19 de junio de 1911 asume como Superiora General, desarrollando este último con la alegría que la caracterizaba y realizando siempre tareas en el ámbito social durante la Primera Guerra Mundial (1914-1918).
En su desarrollo de superiora se destacaba su valentía y la tranquilidad con la que llevaba a cabo su labor, brindando ayuda a familias pobres y a niños humildes manifestando en su vida obras virtuosas siempre con humildad. Esto lo mantuvo hasta sus últimos días como Superiora General.
El 7 de septiembre de 1921 falleció a los 54 años, siendo Superiora General de la Congregación de las Pequeñas Hijas de Jesús y MarÍa en Parma después de una vida de entrega.

## Beatificación
Sin duda de las obras virtuosas de Eugenia picco se inicia el Proceso de beatificación en septiembre de 1945, y el 20 de diciembre de 1999 se publicó el Decreto sobre el milagro, atribuido, que reconoce la curación prodigiosa de Camilo Talubingi Kingombe de la diócesis de Uvira (ex Zaire) sucedida el 25 de agosto de 1992.
El 7 de octubre de 2001 fue beatificada por Juan Pablo II.